# Szecessziós Magazin
A Szecessziós Magazin egy elektronikus művészeti magazin és honlap.

## Elérhetősége
- http://www.szecessziosmagazin.com/

## Története

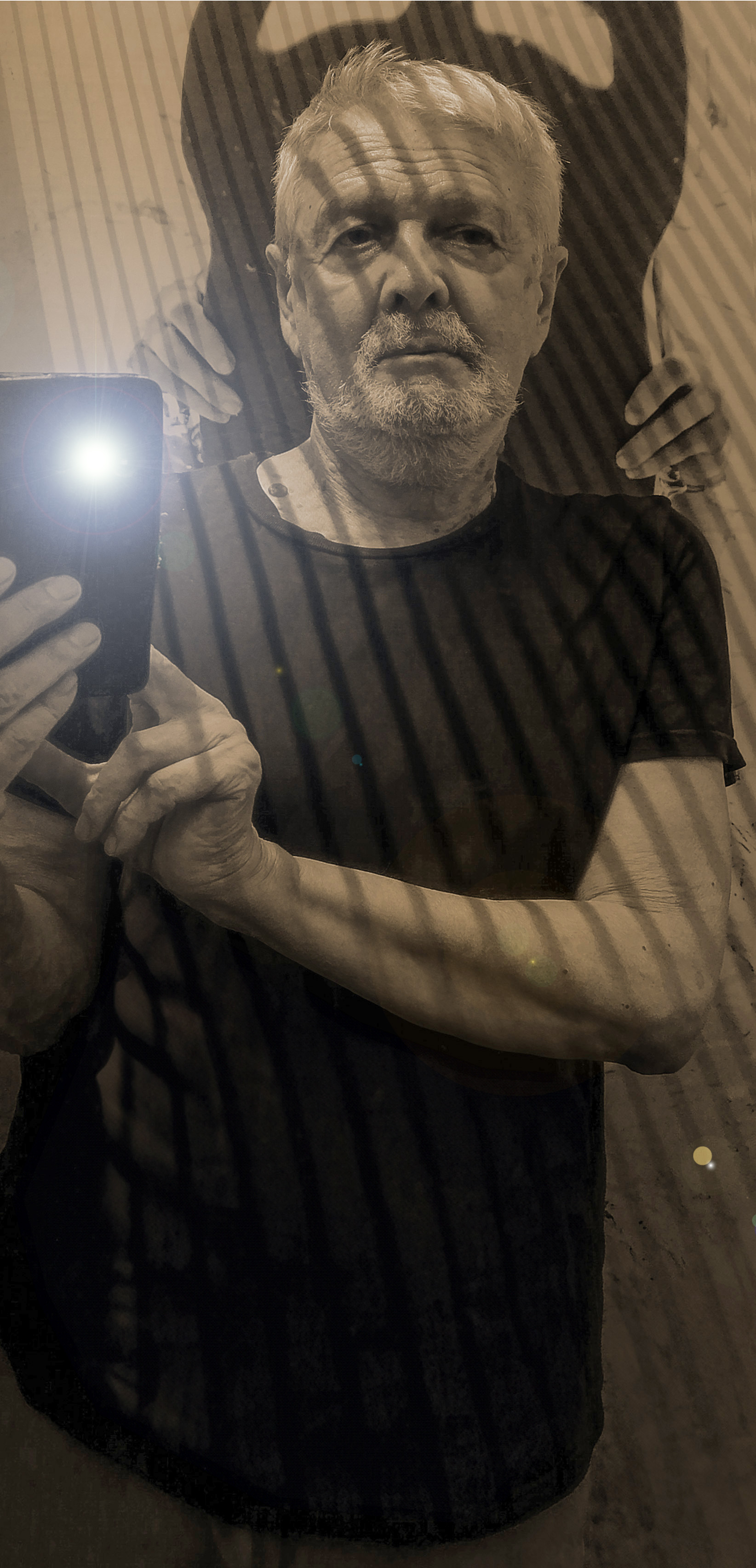
Bálint Imre, a Szecessziós Magazin alapítója és munkatársa (2024. június 29.)

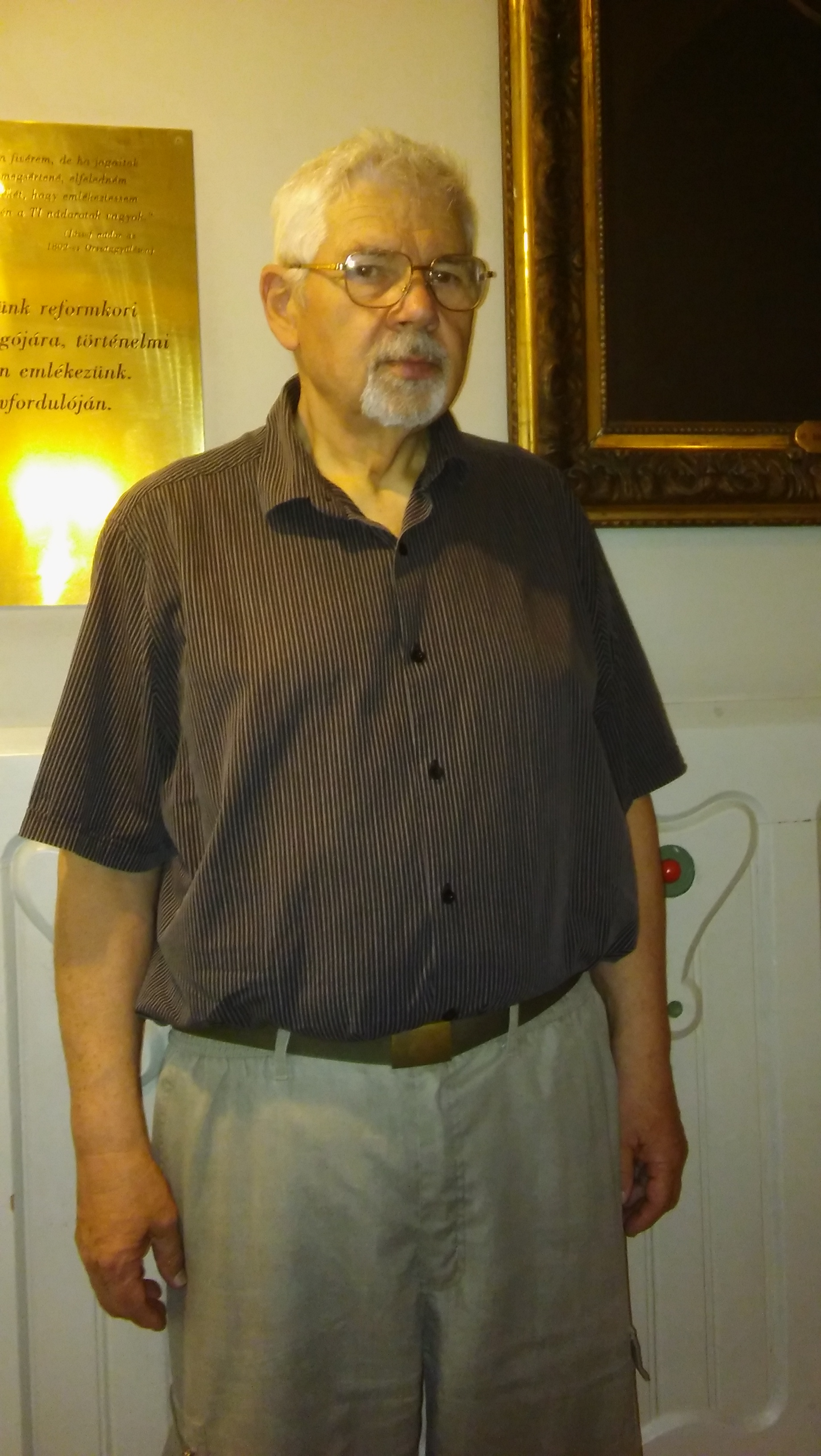
Puha Titusz, a Szecessziós Magazin munkatársa a Szecesszió Világnapján a Vakok Intézetében (2024. június 8.)

A Szecessziós Magazint 2011-ben alapította Bálint Imre matematikus-informatikus, művészeti tanulmányokat végzett Podmaniczky-díjas szakember. Célja a szecesszió népszerűsítésére, magyarországi elsősorban építészeti emlékeinek gyűjtése. Kiadója a Budapesti Városvédő Egyesület.
A 2024-ben már 13 éves honlap szerkesztője az alapító Bálint Imre tartalmi-, grafikai- és webszerkesztőként egyaránt.

## Jellemzői

### Szecessziós tanulmányok
Az oldal rendszeresen közöl színes fényképekkel gazdagon illusztrált szecessziós témakörű tanulmányokat, például egyes építészekről, építészeti stílusokról, festészeti, szobrászati, iparművészeti kérdésekről (épületkerámiák, üvegablakok, díszítőelemek, kovácsoltvas remekek).

### A szecesszió világnapja
A Szecessziós Magazin 2013-ban indította el "A szecesszió világnapja" eseményt, amelyet június 10-én tartanak Lechner Ödön és Antoni Gaudi évfordulók kapcsán. Az ötletgazda Puha Titusz, aki a századfordulós építészeti örökség dokumentálásáért és megismertetéséért 2019-ben Podmaniczky-díjat kapott. Az első megemlékezéseket Budapesten, Kaposváron és Szabadkán tartották, a Szecessziós Magazin és partnerei szervezésében. Az eseményhez azóta egyre több ország és intézmény csatlakozott, a nemzetközi elterjedésben pedig az Iparművészeti Múzeum és a RANN (Réseau Art Nouveau Network) játszott fontos szerepet. Ennek keretében látványos programokkal, városnézésekkel, előadásokkal várják az érdeklődőket különböző helyszíneken.

### Szecessziós épülettérképek
A honlap különlegességei az elektronikus szecessziós épülettérképek. Ezek a – folyamatosan bővítés alatt álló – térképek különböző magyar (vagy korábban Magyarországhoz tartozott, határon túli) nagyobb települések szecessziós jellegű épületeit gyűjtik. Az épületek fényképeinek többségét Puha Titusz és Bálint Imre készítették, Gyula esetében pedig Bagyinszki Zoltánnak köszönhetően. Szívesen fogadják további közreműködők jelentkezését is, legyen az fotó, épületcím, korabeli archív anyag.
A különböző városok térképei minden egyes, a szerkesztő által kiválasztott épületről egy-egy elektronikus épületadatlapot adnak. Ezek mindig azonos módon épülnek fel:
(példánkban az Iparművészeti Múzeum adatlapja alapján)
- az épület címe
- az épület neve színesen kiemelve
- az épület tervezője, tervezési éve (ahol ismert)
- archív felvételek, digitalizált képeslapok (opcionális)
- jelenkori felvételek az épület homlokzatáról
- jelenkori felvételek az épület külsejének részleteiről
- jelenkori felvételek az épület belsejéről (opcionális)
- (külön gombbal rákkattintva) szöveges épületleírás (opcionális)

A hatalmas adatbázisra különféle módokon (pl. tervező, építési idő) lehet rákeresni.
Az adott építész foglalkoztatottságának, illetve az épületek adatainak kideríthetőségének függvényében egy-egy építésztől egy városban néha csak egy (pl. Wax Andor), máskor akár (pl. a Komor Marcell–Jakab Dezső építészpárosnál) tíznél is több épület található. Más esetekben egy-egy építésznek több, a Szecessziós Magazinban szereplő településen állnak épületei (Komor Marcell és Jakab Dezső erre is jó példa, Budapest, Kecskemét, Nagyvárad esetében).
Az egyes épülethez tartózó fényképek száma eltérő, némely épületnél csak 1-2 fénykép található. Ugyanez a szám az Iparművészeti Múzeumnál 181. (Összességében a honlap több ezer színes felvételt tartalmaz.)
2024-ben a következő városokról volt térkép a Szecessziós Magazinban:
| Település                   | Épületek száma (2024. jún. 28.) | Építészek száma (2024. jún. 28.) |
| --------------------------- | ------------------------------- | -------------------------------- |
| Budapest                    | 1499                            | kb. 400                          |
| Budapest Civertan Légifotók | 14                              |                                  |
| Gyula                       | 47                              | 14                               |
| Kaposvár                    | 54                              | 29                               |
| Kecskemét                   | 139                             | 23                               |
| Nagyvárad                   | 78                              | 14                               |

### Egyéb tevékenységek
A Szecessziós Magazin folyamatosan gyűjti és bemutatja a nyomtatott formában megjelent, magyarországi szecessziós témakörű kiadványokat is.
A honlapnak nyilvánosan megtekinthető Facebook fiókja is van (https://www.facebook.com/p/Szecesszi%C3%B3s-Magazin-100064502330015/?_rdr), 2024. június 28-án mintegy 10.000 követővel.

## Elektronikus hivatkozások
- https://hiros.hu/csak-kecskemet-peldajat-kell-utanozni-szecesszios-epiteszeti-konferenciat-tartottak/
- https://hiros.hu/oriasi-volt-az-erdeklokes-a-szecesszios-varosnezo-setara/
- https://b1.hvgblog.hu/2016/04/21/budapest_legszebb_epuletei_egy_terkepen/
- http://www.imm.hu/hu/programs/view/309,A+szecesszi%C3%B3+vil%C3%A1gnapja